# ميخائيل شوارتز
ميخائيل شوارتز (بالإنجليزية: Michael Schwartz)‏ هو عالم اجتماع أمريكي، ولد في 1942.